# Journal of South American Earth Sciences
Le Journal of South American Earth Sciences est une revue scientifique à comité de lecture publiée par Elsevier. Elle couvre les sciences de la Terre, principalement celles concernant l'Amérique du Sud, l'Amérique centrale, les Caraïbes, le Mexique et l'Antarctique. Fondée en 1988, elle est dirigée par James Kellogg (Université de Caroline du Sud). Selon le Journal Citation Reports, son facteur d'impact était de 1,533 en 2012.